# Sahuarita
Sahuarita város az USA Arizona államában, Pima megyében. Lakosainak száma 34 134 fő (2020. április 1.).

## Népesség
A település népességének változása:

| 2010 | 25 259 |
| 2020 | 34 134 |